# Soldado distinguido
El soldado distinguido era aquel que en otro tiempo era el soldado que, perteneciendo a una familia noble, gozaba de cierta consideración en el cuerpo en que servía. 
Estaba exento de servicios mecánicos, ceñía espada como los oficiales y usaba galón de oro o plata en el morrión; alternaba con los cadetes, de los que no se diferenciaba en otra cosa que en no llevar cordones, ni pagaba asistencias. Pasado el tiempo de su instrucción ascendía a subteniente. Suprimidas las distinciones del nacimiento, cesó de existir en los regimientos la clase de distinguidos. En el siglo XIX volvió a usarse de esta designación para clasificar a cierto número de soldados por compañía, que haciéndose notables por su aseo, aplicación y conducta, se les ascendía a soldados de primera clase. Su distintivo era un galón de estambre encarnado formando ángulo, colocado en la parte superior del brazo y a falta de cabos desempeñan las funciones de estos.